# Potamoperla myrmidon
Potamoperla myrmidon is een steenvlieg uit de familie Gripopterygidae. De wetenschappelijke naam van de soort is voor het eerst geldig gepubliceerd in 1891 door Mabille.